# Wiszniew (gmina w województwie nowogródzkim)
Wiszniew (Wiszniów) – dawna gmina wiejska istniejąca do 1939 roku w woj. nowogródzkim (obecnie na Białorusi). Siedzibą gminy było miasteczko Wiszniew (957 mieszk. w 1921 roku).
Początkowo gmina należała do powiatu oszmiańskiego. 12 grudnia 1920 r. została przyłączona do nowo utworzonego powiatu wołożyńskiego pod Zarządem Terenów Przyfrontowych i Etapowych. 19 lutego 1921 r. wraz z całym powiatem weszła w skład nowo utworzonego województwa nowogródzkiego.
Po wojnie obszar gminy Wiszniew wszedł w struktury administracyjne Związku Radzieckiego.
Zobacz też: gmina Wiśniew, gmina Wiszniewice.